# Johann Christian von Hennicke

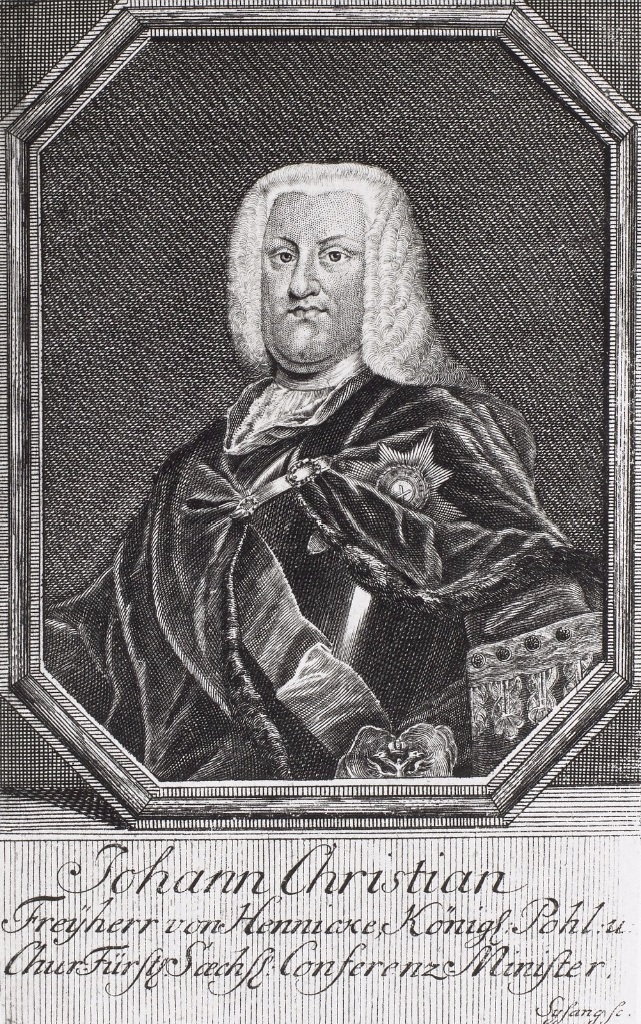
Johann Christian von Hennicke, Stich von Johann Christoph Sysang

Johann Christian Hennicke, ab 1733 von Hennicke, ab 1741 Freiherr von Hennicke, ab 1745 Graf von Hennicke (* 13. Juni 1681 in Halle (Saale); † 8. Juni 1752 in Wiederau) war ein einflussreicher kursächsischer und polnischer Verwaltungsbeamter.

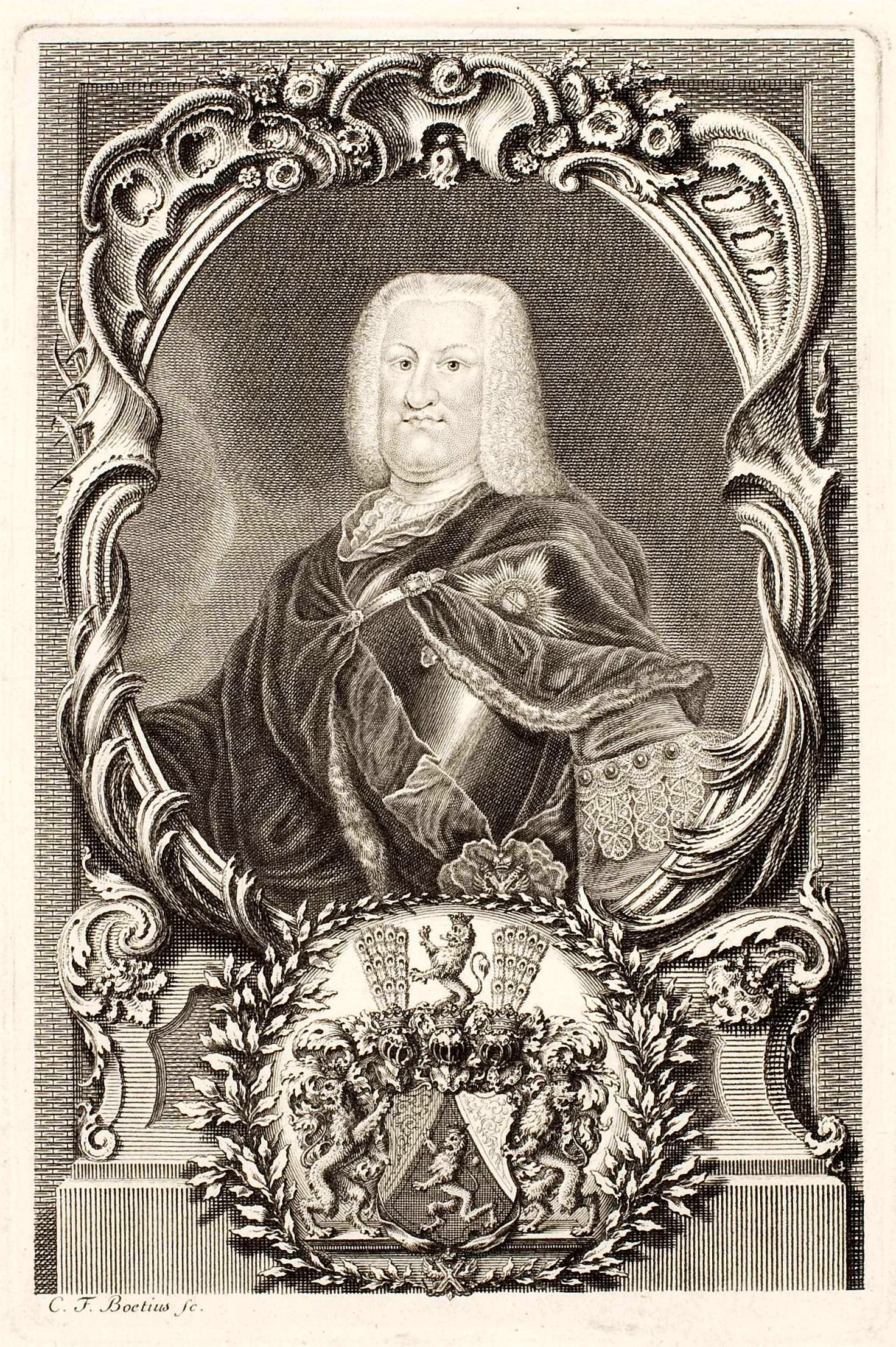
Graf Johann Christian von Hennicke, Stich von Christian Friedrich Boetius

## Leben und Wirken
Hennicke stammte aus einfachen Verhältnissen. Er verlor seine Eltern früh: den Vater 1696, die Mutter 1699. Sein Vater Johann Hennicke war Unter-Bornmeister am Salzwerk in Halle. Verwaist, kam der Junge zu Verwandten, später nahm ihn der preußische Kommerzienrat Johann August Schubert zu sich in Halle, wo er eine Stelle als Schreiber bekleidete. Als der Prinz von Sachsen-Zeitz in Schuberts Haus logierte und 1710 dort schließlich verstarb, lernte der herzoglich sachsen-zeitzische Kammerdirektor den jungen Hennicke kennen. Durch ihn erhielt Hennicke eine Stelle in der Hofkammer des Herzogs von Sachsen-Zeitz. Hier stieg er zum Kammerdirektor des Stifts Naumburg auf und war ab 1718 als kursächsischer Kommerzien- und Bergrat tätig.
Am 22. Juli 1728 erfolgte in Graz seine Erhebung in den rittermäßigen Reichsadelsstand, in Kursachsen notifiziert am 12. März 1733. Im Jahre 1737 erwarb er das Barockschloss in Wiederau, südlich von Leipzig, das ein anderer bürgerlicher Aufsteiger, David von Fletscher, um 1700–1705 hatte errichten und mit prächtigen Wandmalereien ausschmücken lassen.

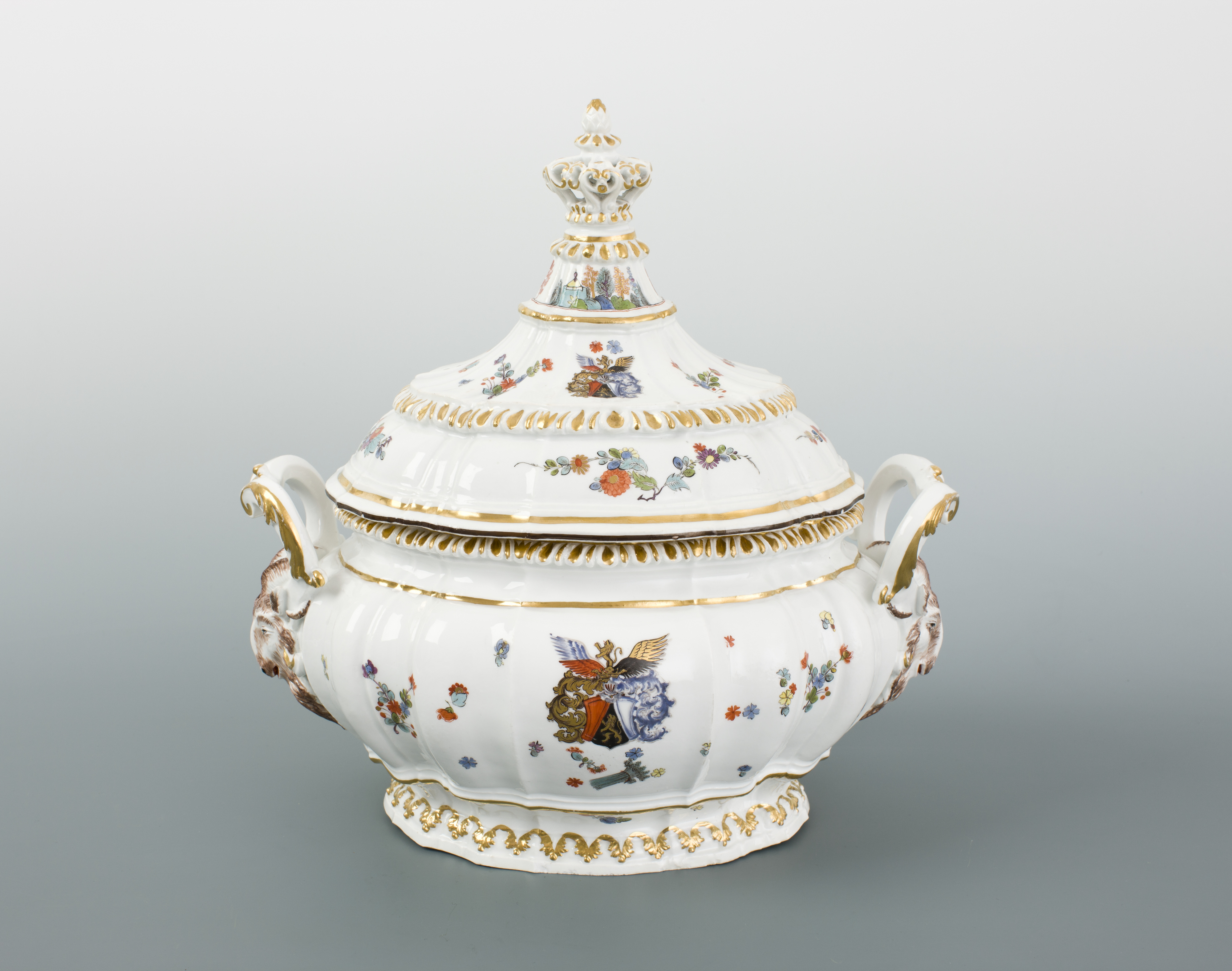
Terrine mit Deckel aus dem Meissener Porzellanservice für Johann Christian von Hennicke, bemalt mit Familienwappen. 1735. Czartoryski-Museum

Unter dem Sohn Augusts des Starken, Augusts III., erwarb sich Hennicke die Gunst der Königin und des immer mächtiger werdenden Premierministers Heinrich Graf von Brühl, die ihn beide in erheblichen Maße förderten. Als Dank dafür übernahm Hennicke, der als geldgierig, korrupt und eitel galt, mehrere unliebsame Entscheidungen. Brühl sorgte für die Ernennung Hennickes zum Geheimen Rat und Vizekammerpräsidenten und, während der Reichsvikariate des Kurfürst-Königs, am 8. Februar 1741 für seine Erhebung in den Freiherrenstand und am 7. September 1745 als kursächsischer Konferenzminister in den Reichsgrafenstand.
Hennickes Gemahlin Gräfin Sophia Elisabeth, geborene (von) Götze, starb im Juli 1749 im 63. Lebensjahr. Graf Hennicke hinterließ nur einen Sohn: Friedrich August. Er wurde kursächsisch-polnischer Kammerdirektor in Merseburg und Zeitz sowie Geheimer Kammer- und Bergrat. Verheiratet war er zuerst mit Margaretha Sophia geborene von Schönberg, im Februar 1745 mit 21 Jahren verstorben, dann mit Wilhelmina Hyppolita, geborene von Berlepsch, verstorben im Mai 1753 im 30. Lebensjahr. Durch seinen Tod im 34. Lebensjahr, ohne männliche Nachkommen, am 11. Dezember 1753, starben die Grafen von Hennicke im Mannesstamm wieder aus. Offenbar erhoben dann die bürgerlich gebliebenen Verwandten noch Ansprüche am Nachlass des jüngeren Grafen von Hennicke, wie der Bornknecht Johann Christian Hennicke zu Halle, doch die Tochter Christiana Sophia Gräfin von Hennicke erbte dann die väterlichen Güter und wurde Herrin auf Wiederau, Großstockwitz und Kleindalzig. Sie heiratete den kursächsisch-polnischen Ober-Küchenmeister Gottlob Erich von Berlepsch auf Urleben († 1798) und starb am 11. Januar 1789. Die gräflich Hennicke’sche Familiengruft befindet sich in der Wiederauer Johannis-Kirche.

## Musik und Film
Zur Huldigungsfeier anlässlich der Inbesitznahme von Schloss und Gut Wiederau durch Hennicke im Jahr 1737 komponierte Johann Sebastian Bach die Kantate BWV 30a Angenehmes Wiederau.
In der Filmreihe Sachsens Glanz und Preußens Gloria wurde Hennicke vom Schauspieler Eberhard Esche verkörpert.